# 돈 웰스
돈 웰스(Dawn Wells, 1938년 10월 18일 ~ 2020년 12월 30일)는 미국의 텔레비전 배우, 영화 배우, 연극 배우이다.

## 생애
리노에서 태어났고 2020년 12월 30일, 코로나 19로 사망했다.

## 방송
- 사랑의 유람선
- 선셋 77번가

## 영화
- 사일런트 벗 데들리 (2012년)
- 사랑 이야기 (1996년)
- 청춘 고백 (1983년)
- 사랑의 유람선 (1977년)
- 악몽의 일요일 (1976년)
- 길리건의 섬 (1964년)
- 보난자 (1959년)
- 선셋 77번가 (1958년)